# 1986 год в литературе

## События
- В Норвегии учреждена Премия Ибсена.

- В Словении учреждена Премия Виленицы.

## Премии

### Международные
- Нобелевская премия по литературе — Воле Шойинка, «За создание театра огромной культурной перспективы и поэзии»[1].

- Всемирную премию фэнтези за лучший роман —  Дэн Симмонс, роман «Песнь Кали» (англ. Song of Kali).

- Всемирная премия фэнтези за лучшую повесть — Теодор Клайн, «Nadelman's God».

- Всемирная премия фэнтези за лучший рассказ — Джеймс Блейлок, «Бумажные драконы» (англ. Paper Dragons).

- Нейштадтская литературная премия — Макс Фриш[2].

- Премия «Хьюго» за лучший роман — Орсон Скотт Кард, «Игра Эндера» (англ. Ender’s Game)[3].

- Премия «Хьюго» за лучшую повесть — Роджер Желязны, «24 вида горы Фудзи кисти Хокусая» (англ. 24 Views of Mt. Fuji, by Hokusai)[3].

- Премия «Хьюго» за лучший рассказ — Фредерик Пол, «Ферми и стужа» (англ. Fermi and Frost)[3].

### Австрия
- Австрийская государственная премия по европейской литературе — Станислав Лем.

### Великобритания
- Букеровская премия — Кингсли Эмис, «Старые черти» (англ. The Old Devils)[4].

### Израиль
- Государственная премия Израиля за путевые очерки и газетную публицистику:
  - Иешаяху Аврэх;
  - Шалом Розенфельд.

### Испания
- Премия Сервантеса — Антонио Буэро Вальехо.
- Премия принцессы Астурийской — Марио Варгас Льоса[5].

### Норвегия
- Премия Ибсена — Арне Скоуэн за общий вклад в драматургию.

### СССР
- Премия Андрея Белого:
  - номинация поэзия — Алексей Парщиков.
  - номинация проза — Леон Богданов.
  - номинация гуманитарные исследования — Владимир Эрль.

- Государственная премия РСФСР имени М. Горького:

1. Юрий Гончаров — за сборник рассказов и повестей «Ожидания»;
2. Григорий Поженян — за книгу стихов «Погоня»;
3. Валентин Сорокин — за книгу стихов и поэм «Хочу быть ветром»;
4. Анатолий Ткаченко — за книгу повестей «Люди у океана».

### США
- Премия Эдгара Аллана По:
  - за лучший роман — Л. Р. Райт, «The Suspect»[6].
  - за лучший первый роман американского писателя — Джонатан Келлерман, «когда ломается сук» (англ. When the Bough Breaks)[7].
- Пулитцеровская премия за художественную книгу — Ларри Макмертри, «Одинокий голубь» (англ. Lonesome Dove)[8].
- Пулитцеровская премия за лучшую драму — не вручалась.
- Пулитцеровская премия за поэзию — Генри Тейлор, «Замена в полёте» (англ. The Flying Change)[9].

### Швеция
- Литературная премия Шведской академии — Вилли Сёренсен[10].

### Франция
- Гонкуровская премия — Мишель Гост, «Ночной слуга» (фр.  Valet de nuit)[11].
- Премия Ренодо — Кристиан Гудичелли, «Station balnéaire».
- Премия Фемина — Рене Беллето, «Ад» (фр. L’Enfer).
- Премия Медичи — Пьер Комбеско, «Les Funérailles de la Sardine».
  - за эссеистику — Мишель Серр, «Пять чувств» (фр. Les Cinq Sens).
  - за лучшее зарубежное произведение:

1. Джон Хоукс, «Приключения в торговле шкурами на Аляске» (англ.  Adventures in the Alaskan Skin Trade).
2. Джулиан Барнс, «Попугай Флобера» (англ.  Flaubert’s Parrot).

- Премия имени Даля — Юрий Карабчиевский, «Воскресение Маяковского

## Книги
- «Мефисто» (англ. Mefisto) — произведение Джона Бэнвилла.
- «Пароход в кукурузном поле» (англ. Steamboat in a Cornfield) — детская иллюстрированная книга Джона Хартфорда.

### Романы
- «Безумная звезда» (англ. The Light Fantastic) — фэнтези Терри Пратчетта.
- «Бойня» (англ. Bolt) — роман Дика Френсиса.
- «Воин Рэдволла» (англ. Redwall) — роман Брайана Джейкса.
- «Голос тех, кого нет» (англ. Speaker for the Dead) — научно-фантастический роман Орсона Скотта Карда.
- «Красный шторм поднимается» (англ. Red Storm Rising) — роман Тома Клэнси.
- «Мистер Фо» (англ. Foe) — роман Джона Максвелла Кутзее.
- «Москва 2042» — роман Владимира Войновича.
- «Мост» (англ. The Bridge) — роман Иэна Бэнкса.
- «Оно» (англ. It) — роман Стивена Кинга.
- «Плаха» — роман Чингиза Айтматова.
- «Фиаско» (пол. Fiasko) — роман Станислава Лема.
- «Ходячий замок» (англ. Howl's Moving Castle) — роман Дианы Уинн Джонс.
- «Художник зыбкого мира» (англ. An Artist of the Floating World) — роман Кадзуо Исигуро.
- «Червь» (англ. A Maggot) — роман Джона Фаулза.
- «Этан с Афона» (англ. Ethan of Athos) — фантастический роман Лоис Макмастер Буджолд.

### Малая проза
- «Кот внутри» (англ. The Cat Inside) — автобиографическая новелла Уильяма Берроуза.
- «Рассказы о пилоте Пирксе» (пол. Opowieści o pilocie Pirxie) — цикл научно-фантастических рассказов польского писателя Станислава Лема.

### Пьесы
- «Девять белых хризантем» — пьеса Николая Коляды.
- «Играем в фанты» — пьеса Николая Коляды.
- «Нелюдимо наше море… или Корабль дураков» — пьеса Николая Коляды.
- «По соседству мы живём» — пьеса Степана Лобозёрова.

### Поэзия
- «Ров» — поэма Андрея Вознесенского.

### Литературоведение
- «Николай Губенко» — книга Льва Аннинского.

## Умерли
- 10 января — Ярослав Сейферт, чешский писатель (родился в 1901).
- 24 января — Рон Хаббард, американский писатель, создатель сайентологии (родился в 1911).
- 7 февраля — Фрэнк Герберт, американский писатель-фантаст (родился в 1920).
- 17 февраля — Джидду Кришнамурти, индийский философ и писатель (родился в 1895).
- 12 апреля — Валентин Петрович Катаев, русский, советский писатель (родился в 1897).
- 24 апреля — Абдусалом Атобоев, таджикский писатель, драматург (родился в 1934).
- 14 июня — Хорхе Луис Борхес, аргентинский прозаик, поэт и публицист (родился в 1899).
- 16 июня –  Эрлендур Патурссон, фарерский писатель (родился в 1913).
- 22 июня — Роберт Янг, американский писатель-фантаст (родился в 1915).
- 24 июля — Кудрат Улла Шахаб, пакистанский писатель на урду  (родился в 1917).
- 29 июля — Коралов, Эмил, болгарский писатель, поэт. Лауреат Димитровской премии (1952) (родился в 1906).